# Tawhai Falls
Die Tawhai Falls sind ein Wasserfall im Tongariro-Nationalpark im Zentrum der Nordinsel Neuseelands. Er liegt im Lauf des Whakapanui Strream südwestlich des Gipfels von Mount Ngauruhoe. Seine Fallhöhe beträgt 13 Meter. Die Gumpe unterhalb des Wasserfalls ist als Gollum’s Pool bekannt.
Vom New Zealand State Highway 48, der Zufahrtsstraße nach Whakapapa Village, führt ein Wanderweg in 10 Gehminuten in nördlicher Richtung zum Wasserfall.